# Hybrids (album)
Hybrids è un album di remix del duo inglese voce-batteria The Creatures, pubblicato il 2 novembre 1999.

## Il disco
L'album presenta remix delle tracce dell'album Anima Animus e dell'EP Eraser Cut del 1998.
A esso collaborarono i DJ e produttori Howie B, Paul Thomas, John Roome, Doug Hart & Paul Freegood, Ollie Brown & Sam Britton, The Black Dog, Tony Justice & Danny Endemic, The Beloved, Jonn Jo Key, Tom Stephan e A1 People.
La maggior parte delle canzoni sono mix estesi. Diversi mix erano usciti in precedenza su singoli promozionali in 12" e CD singoli, ma gran parte erano inediti. Hybrids è stato distribuito in CD e doppio LP. La versione su vinile non comprende le tracce 1, 4, 8, 10 e 11 ma include la traccia Say (Witchman's Very Long Mix).

## Tracce

### CD
1. Prettiest Thing (Hormonal Mix) - 3:32
2. Exterminating Angel (Nu Skool Mix) - 5:03
3. Slipping Away (Tick Tock Mix) - 6:09
4. Say (Radio Friendly Mix) - 4:43
5. Pinned Down (By Icarus) - 6:31
6. Guillotine (Off with Their Heads MIx Bitten) - 4:39
7. All She Could Ask For (Dope Mix) - 3:47
8. 2nd Floor (Strawberry Cocktail Mix) - 5:33
9. Disconnected (Beloved in a Void Mix) - 6:48
10. Turn It On (Black Smoker Mix) - 3:55
11. Say (4x4 Mix) - 7:23
12. Prettiest Thing (Waking Dream Mix) - 7:20

### LP
- Disco 1

Lato A
1. Disconnected (Beloved in a Void)
2. Exterminating Angel (Nu Skool Mix)

Lato B
1. Slipping Away (Tick Tock Mix)
2. All She Could Ask For (Justice & Endemic's Void Dope Remix)

- Disco 2

Lato A
1. Pinned Down (By Icarus)
2. Guillotine (Bitten by the Black Dog)

Lato B
1. Say (Very Long Mix)
2. Turn It On (Black Smoker Mix)

## Formazione
- Siouxsie Sioux - voce, tutti gli strumenti
- Budgie - tutti gli strumenti

### Altri musicisti
- Knox Chandler - chitarra in 2nd Floor